# Установки фракціонування в Тобольську
Установки фракціонування в Тобольську – виробничий майданчик газопереробного спрямування, який діє у Тюменьскій області Росії. 
На тлі стрімкого розвитку нафтогазової промисловості Західного Сибіру в 1970-х роках запланували створення в Тобольську потужного нафтохімічного майданчику, який також мав отримати дві Центральні газофракційні установки (ЦГФУ). Кожна з них мала щорічно розділяти 3 млн тон фракції С3+ (у російській термінології відома як широка фракція легких вуглеводнів, ШФЛУ) із отриманням пропану, бутану, ізобутану, пентану, ізопентану та гексану. 
ЦГФУ-1 стала до ладу в 1984-му, тоді як довести до завершення проект будівництва ЦГФУ-2 у той період не вдалось, хоча основне обладнання вже було завезене водним транспортом. Сировину для фракціонування подали спеціалізованому продуктопроводу для транспортування ШФЛУ Західний Сибір – Урал – Поволжя. Хоча вже у 1989-му після катастрофи в Башкирії він перестав функціонувати в повному обсязі, проте східна частина системи продовжувала постачати тобольський майданчик. 
В 1990-ті роки на тлі краху планової економіки виникли проблеми із сировиною навіть для однієї ЦГФУ, завантаженість якої падала до 30%, що, в свою чергу, тягнуло за собою технічні проблеми. Втім, з відновленням нафтогазової промисловості ці проблеми пішли у минуле і в 2010-му фракціонатор переробив 3,5 млн тон ШФЛУ. Станом на початок 2010-х річна потужність ЦГФУ-1 становила 3,8 млн тон, а в 2014-му нарешті завершили будівництво ЦГФУ-2, що збільшило загальну потужність до 6,6 млн тон. Того ж 2014-го ввели в дію нову систему для транспортування ШФЛУ Пуровськ – Ноябрьськ – Південний Балик – Тобольськ, яка здатна перекачувати до 8 млн тон на рік.
Ще з 1987-го та 1997-го споживачами бутану та ізобутану могли бути установки дегідрогенізації, які ввели в дію на самому тобольському майданчику. Крім того, в 1993-му у Західному Сибіру стало до ладу піролізне виробництво в Томську, частину сировини для якого становлять пропан та бутан (як і тобольський майданчик воно у підсумку опинилось під контролем нафтохімічної корпорації «Сибур»). Втім, найбільшим споживачем пропану у підсумку стала введена в дію у 2013-му в Тобольську установка дегідрогенізації пропану. 
Наступним кроком у розвитку тобольського майданчику став запуск в 2019-му власної піролізної установки світового класу потужністю понад 2 млн тон олефінів на рік. Цей проект включав також суттєві зміни у роботі фракціонуючих потужностей та вихідній сировині – тепер на майданчик стала надходити ШФЛУ марки «Б», яка вирізняється суттєвим вмістом етану. Після проходження через новий блок вилучення етан-пропанової суміші отримують ШФЛУ марки «А» (з низьким вмістом етану), яка вже надходить на ЦГФУ-1 та ЦГФУ-2. Етан-пропанова суміш, пропан та бутан є сировиною для піролізної установки.